# NGC 5749
NGC 5749 is een open sterrenhoop in het sterrenbeeld Wolf. Het hemelobject werd op 7 mei 1826 ontdekt door de Schotse astronoom James Dunlop.

## Synoniemen
- OCL 930
- ESO 176-SC4